# 어도라 어나이
어도라 어나이(Adora Anae, 1996년 1월 10일 ~ )는 미국의 배구 선수이다. 현재 대한민국 V-리그 화성 IBK기업은행 알토스와 미국 여자 배구 국가대표팀에서 뛰고 있으며, 포지션은 레프트 공격수이다.

## 내력
2018년 5월 이탈리아 몬차에서 열린 한국배구연맹 트라이아웃에 참가하여 마지막 순위인 6순위 지명권을 얻은 화성 IBK기업은행 알토스에 지명되었다.
2018년 7월에는 팬아메리칸 여자 배구컵에 미국 여자 배구 국가대표팀으로 참가하여 금메달을 획득하였다.

## 수상

### 국가대표팀
- 2018 팬아메리칸 여자 배구컵

### 개인
- V-리그 2018-19
  - 2라운드 MVP